# Isotta Fraschini V.4
El Isotta Fraschini V.4 es un motor de avión fabricado por el fabricante italiano Isotta Fraschini.

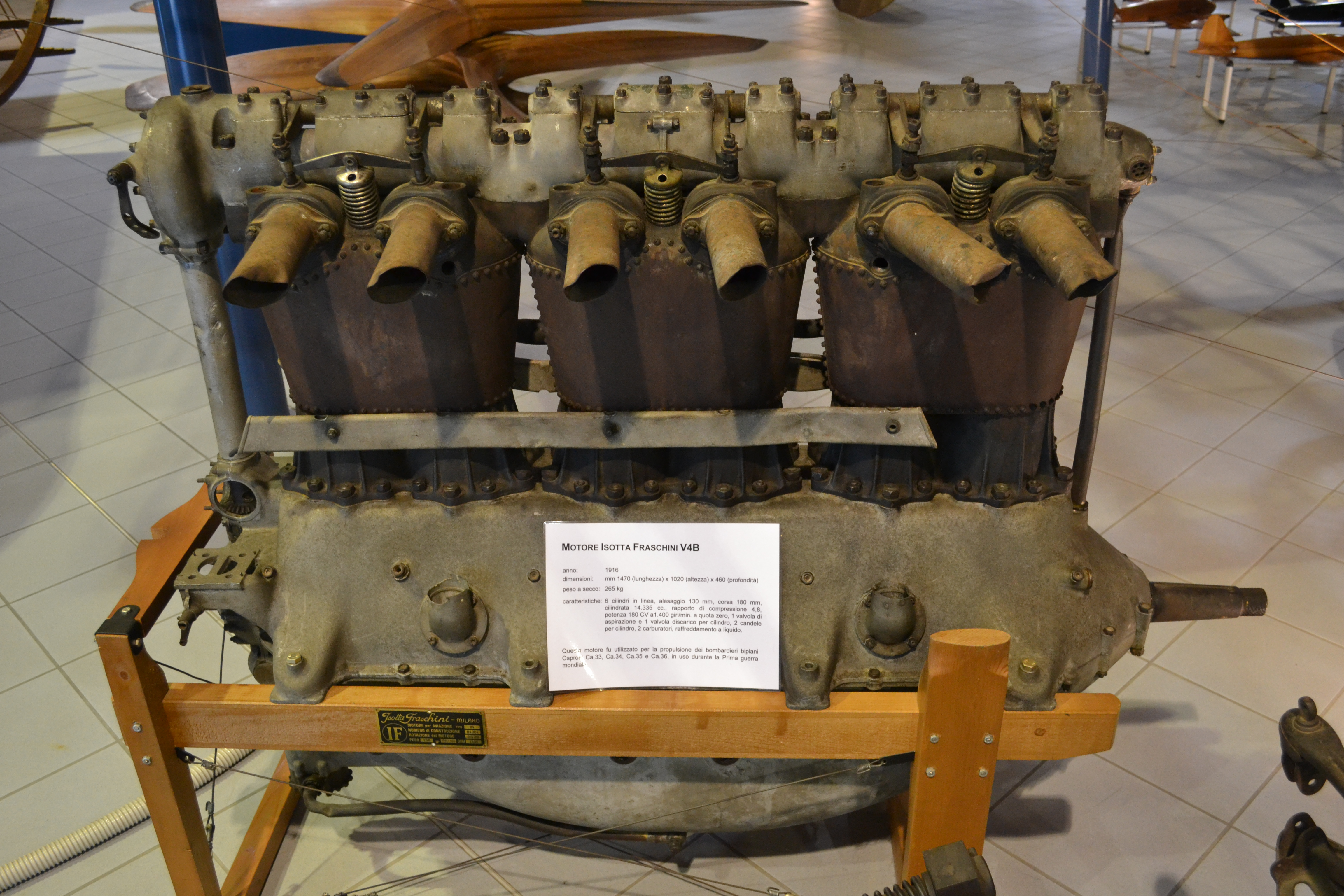
Isotta Fraschini V.4B

El Isotta Fraschini V.4 fue desarrollado por Isotta Fraschini y construido a partir de 1916. La V en el nombre significa Volo (español: volar). Las dimensiones del motor son 1.470 mm de largo, 460 mm de ancho, 1.020 mm de alto y pesa 264 kg (sin lubricante ni combustible). El motor es un motor en línea de seis cilindros refrigerado por agua. El diámetro del cilindro tiene ⌀ 130 mm, una carrera de 180 mm y una cilindrada de 14,3 litros. La relación de compresión es de 4,8. Podía producir 150 hp (aprox. 110 kW) como V.4 o 160 hp (aprox. 120 kW) como V.4B a una velocidad de 1450 rpm.
Alfa Romeo fabricó el motor bajo licencia.

## Versiones
- Isotta Fraschini V.4, prototipo con 150 hp (aprox. 110 kW)
- Isotta Fraschini V.4A, preserie con 150 hp (aprox. 110 kW)
- Isotta Fraschini V.4B, versión de serie con 160 hp (aprox. 120 kW)
- Isotta Fraschini V.4Bb, ligeramente revisado V.4B 160 hp (aprox. 120 kW)